# Moiré, Rhône
Moiré là một xã thuộc tỉnh Rhône trong vùng Auvergne-Rhône-Alpes phía đông nước Pháp. Xã này nằm ở khu vực có độ cao trung bình 450 mét trên mực nước biển. Xã có khoảng cách khoảng 10 km về phía tây nam của Villefranche-sur-Saône, và khoảng 25 km về phía tây bắc của thành phố Lyon.